# Андрієво-Іванівська сільська територіальна громада
Андрієво-Іванівська сільська територіальна громада — територіальна громада в Україні, у Березівському районі Одеської області. Населення громада складає 3302 осіб, адміністративний центр — село Чернове. Не зважаючи на перейменування адміністративного центру, територіальна громада не була перейменована, оскільки наразі відсутні правові підстави і механізми для перейменування територіальних громад.

## Історія

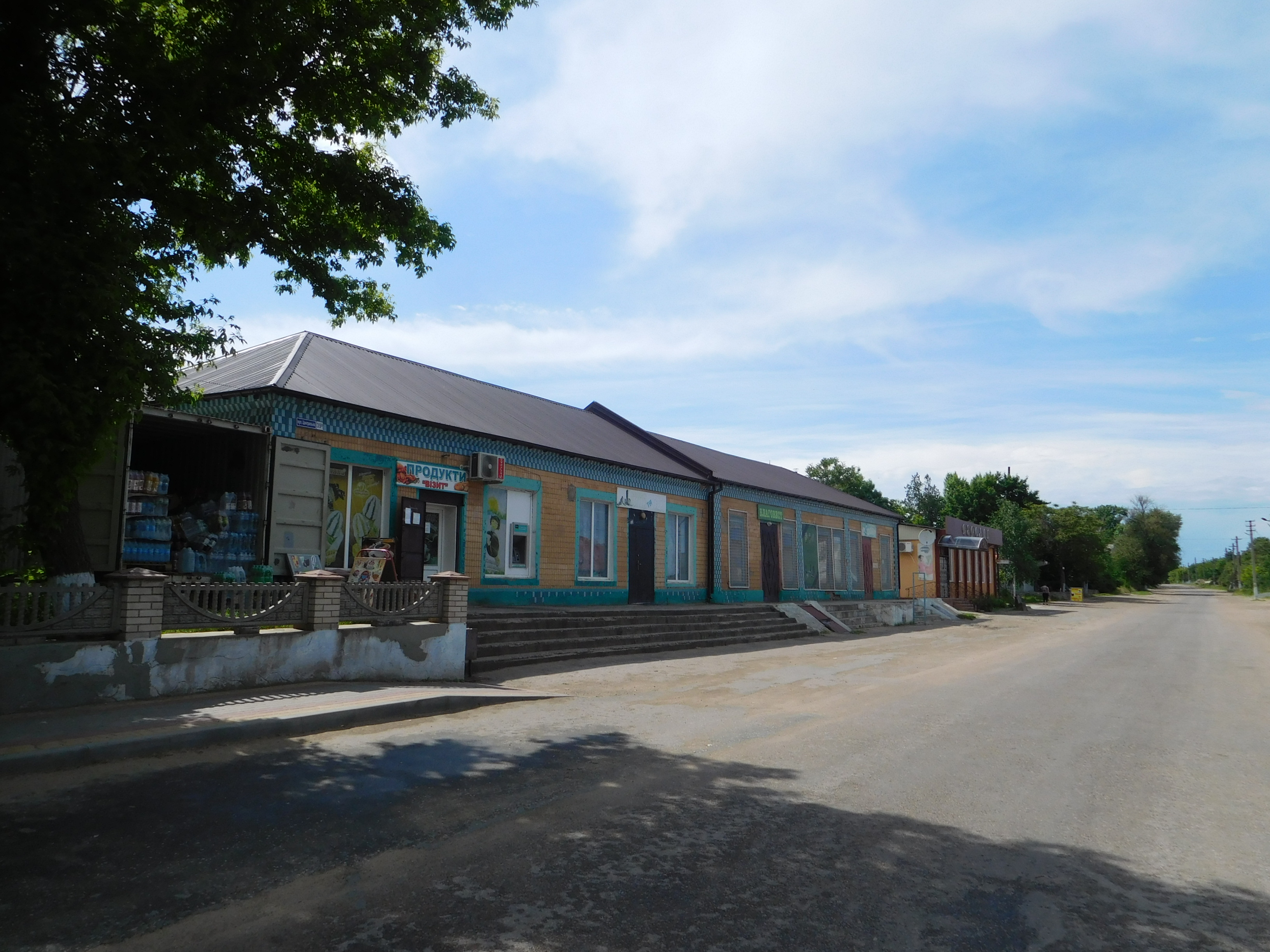
Магазини в центрі села Чернове

Громада створена в 2019 році в рамках адміністративно-територіальної реформи 2015—2020 років як об'єднана територіальна громада результаті об'єднання Андрієво-Іванівської, Левадівської і Скосарівської сільських рад. На час створення громада відносилася до Миколаївського району. Перші вибори пройшли 22 грудня 2019 року. З 2020 року отримала статус територіальної громади, вже у складі новоствореного Березівського району.

### Назва
Напередодні десятої річниці Жовтневого перевороту село Чернове перейменовано на Андрієво-Іванівку на честь А. В. Іванова (1889 – 1927) – одного з учасників встановлення більшовицької окупації в Україні, який з 1922 по 1925 рр. був головою Одеського губвиконкому. Назва сільської громади є похідною від назви села. У 2024 році селу було повернуто історичну назву.

## Географія

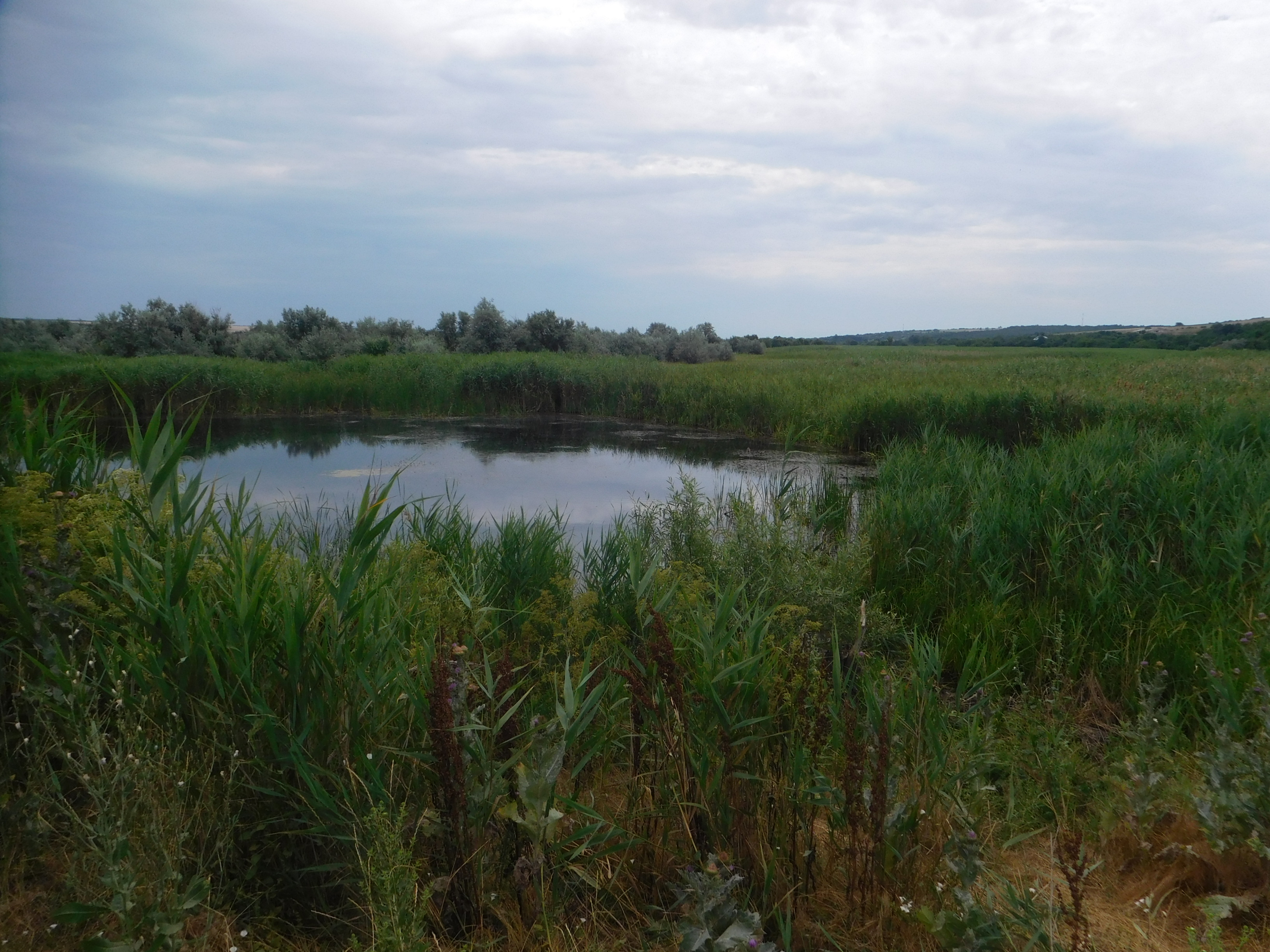
Річка Тилігул у с. Левадівка

Населені пункти громади розташовані вздовж русла річки Тилігул.

### Склад громади
До громади увійшли 12 сіл. У наведеній табличці зеленим виділений центр громади, рожевим — центри старостинських округів (загалом три).
| Назва населеного пункту | Старостинський округ | Населення, К-ть осіб. | Код КАТОТТГ         | Історичні назви та населені пункти, що ввійшли до складу | Дата заснування/ Перша згадка |         |   |      |                     |                                           |                         |
| ----------------------- | -------------------- | --------------------- | ------------------- | -------------------------------------------------------- | ----------------------------- | ------- | - | ---- | ------------------- | ----------------------------------------- | ----------------------- |
| Назва населеного пункту | Старостинський округ | Населення, К-ть осіб. | Код КАТОТТГ         | Історичні назви та населені пункти, що ввійшли до складу | Дата заснування/ Перша згадка | Чернове | — | 1692 | UA51020010010041603 | Андрієво-Іванівка Куликове Поле Мартосове | середина XVIII століття |
| Богданівка              | Скосарівський        | 288                   | UA51020010020019386 | —                                                        | 1891                          |         |   |      |                     |                                           |                         |
| Веселе                  | Скосарівський        | 143                   | UA51020010030020107 | —                                                        | 1965                          |         |   |      |                     |                                           |                         |
| Добриднівка             | —                    | 155                   | UA51020010040067420 | —                                                        | 1894                          |         |   |      |                     |                                           |                         |
| Ісаєве                  | Ісаєвський           | 1513                  | UA51020010050032851 | Ісаєвка                                                  | 1792                          |         |   |      |                     |                                           |                         |
| Каховка                 | Левадівський         | 84                    | UA51020010060045386 | —                                                        | 1920                          |         |   |      |                     |                                           |                         |
| Левадівка               | Левадівський         | 824                   | UA51020010070059523 | Третя Миколаївка                                         | 1917                          |         |   |      |                     |                                           |                         |
| Настасіївка             | Настасіївський       | 656                   | UA51020010080051176 |                                                          | 1861                          |         |   |      |                     |                                           |                         |
| Новогригорівка          | Настасіївський       | 291                   | UA51020010090062392 | —                                                        | 1920                          |         |   |      |                     |                                           |                         |
| Новотроїцьке            | Ісаєвський           | 53                    | UA51020010100045155 |                                                          | 1913                          |         |   |      |                     |                                           |                         |
| Піщана Петрівка         | Настасіївський       | 153                   | UA51020010110057106 | Желіпов, Желеповка, Желепівка                            | 1920                          |         |   |      |                     |                                           |                         |
| Скосарівка              | Скосарівський        | 1007                  | UA51020010120065435 |                                                          | 1861                          |         |   |      |                     |                                           |                         |